# موسیقی اشکانیان

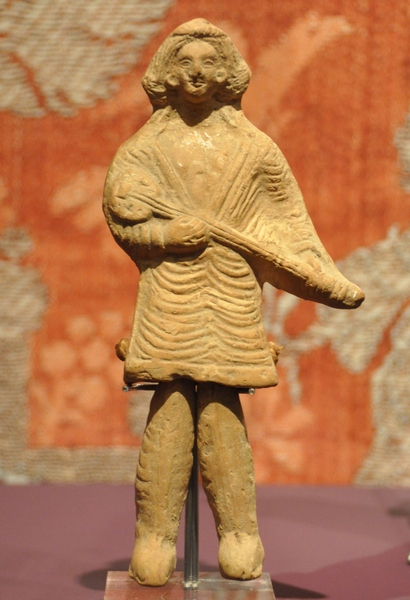
مجسمه کوچک سرامیکی از یک نوازنده دوره اشکانی که در حال نواختن تنبور است.

امپراتوری اشکانی، یک دولت بزرگ در ایران باستان، از ۲۴۷ پیش از میلاد تا ۲۲۴ میلادی دوام داشت و موسیقی نقش برجسته‌ای در آن ایفا می‌کرد. موسیقی در جشنواره‌ها، عروسی‌ها، آموزش، جنگ و دیگر گردهمایی‌های اجتماعی حضور داشت. پیشینه های هنری باقی‌مانده نشان می‌دهد که این هنر شامل مردان و زنان بود که می‌توانستند نوازنده یا خواننده باشند. به همراه موسیقی قدیمی‌تر دوران مادها، آشوری‌ها و به‌ویژه دوره هخامنشی، موسیقی اشکانی در ایجاد پایه‌های دوران طلایی موسیقی ساسانی نقش مهمی داشت.
گوسان‌ها شاعران و موسیقیدانانی بودند که احتمالاً از دوره هخامنشیان به صورت یک سنت محوری فعالیت داشتند. اطلاعات کمی دربارهٔ آن‌ها وجود دارد، اما نویسندگان یونانی به مضامین ستایش و مدح در آهنگ‌های آن‌ها اشاره کرده‌اند. انواع مختلفی از سازها استفاده می‌شد، که اغلب برای همراهی با گوسان به کار می‌رفتند. این سازها شامل سازهای بادی با لوله‌های تک‌تایی و دوتایی، مانند پان‌پایپ‌ها (سیرنکس)، فلوت‌های عرضی، ترومپت‌های کوچک و آولوس، و همچنین سازهای زهی مانند کیتارا، چنگ‌، لیر، لوت و تنبور بودند. حداقل برخی از این سازها، مانند چنگ‌ها، لوت‌ها و لیرها، در دوره‌های قبلی ریشه دارند.
در مقایسه با رقیب غربی خود، امپراتوری روم، اطلاعات کمتری دربارهٔ اشکانیان وجود دارد، اما می‌توان اطلاعاتی دربارهٔ موسیقی از چند متن اشکانی، حساب‌های نویسندگان یونانی و رومی، برخی شواهد باستان‌شناسی و مجموعه‌ای از منابع بصری جمع‌آوری کرد. آخرین مورد معمولاً از سایت‌های باستان‌شناسی و سکونتگاه‌های سابق هترا یا نیسا به دست می‌آید و شامل پلاک‌های سرامیکی، نقش‌برجسته‌ها و تصاویری بر روی تکوک‌ها هستند.
دوره‌های اشکانی و ساسانی. چنگ‌های اشکانی معمولاً از نوع هلنیستی بودند و بنابراین دشوار است که تعیین کنیم آیا آنها از یک سنت بومی سرچشمه گرفته‌اند یا از سنت غربی (مصری و یونانی). چنگ هلنیستی دارای جعبه‌ای صاف بود که گاهی به سمت بالا گسترده می‌شد و میله‌ی آن دارای قطری پهن بود.

## تاریخچه
تا کنون دربارهٔ موسیقی و آلات مورد استفاده در دورهٔ اشکانی، پژوهش چندانی صورت نگرفته؛ حال آنکه منابع تاریخی و به ویژه داده‌های باستان شناختی موجود، اطلاعات ارزنده ای در این خصوص در اختیار محققان قرار می‌دهند. پیکرک‌ها، پلاک‌های سفالی، صحنه‌های حک شده بر روی ریتون‌ها و نقاشی‌های دیواری، از مهم‌ترین منابع موسیقی اشکانی به‌شمار می‌روند؛ به‌طور کلی سازهای این دوره در سه دستهٔ اصلی سازهای بادی (نی، دو نی و فلوت)، سازهای زهی (گیتار، تار، تنبور، چنگ و عود) و سازهای ضربی (دف، طبل و سنج) قابل بررسی هستند. این سازها به صورت انفرادی یا با سازهای دیگر به وسیلهٔ گروه‌های دو یا چند نفره نواخته می‌شدند. اشکانیان از موسیقی در رزم، مراسم مذهبی، بزم و مراسم رسمی استفاده کرده و نمی‌توان از نقش مهم گوسان‌ها در این امر غافل بود؛ زیرا آنان در انتقال تاریخ شفاهی این دوره و روایات مختلف، نقش اساسی داشته و در اجتماع و دربار جایگاه مهمی داشته‌اند.
به دلیل کمبود سوابق باقی‌مانده، ایجاد یک طرح جامع از موسیقی اولیه در ایران غیرممکن است. موسیقی از حداقل حدود ۳۳۰۰ تا ۳۱۰۰ قبل از میلاد در دوره تمدن ایلام وجود داشته است، که از آن زمان قدیمی‌ترین تصاویر هنری از چنگ‌های قوسی تاریخ‌گذاری شده‌اند؛ ممکن است این سازها مدت‌ها قبل از تصاویر بصری آن‌ها وجود داشته باشند. سازهای باقی‌مانده بعدی شامل لیرهای گاوی از حدود ۲۴۵۰ قبل از میلاد، ترومپت‌های کوچک اوکسی از حدود ۲۲۰۰ تا ۱۷۵۰ قبل از میلاد، و بسیار بعدتر، لوت‌ها از حدود ۱۳۰۰ قبل از میلاد هستند که به نظر می‌رسد در میان طبقه بالا محبوب بوده‌اند. نقش‌برجسته‌های سنگی کولِ فره از قرن اول قبل از میلاد شامل گروه‌های موسیقی دربار ایرانی پیشرفته‌ای است که در آن چنگ قوسی مرکزی است. در دوران شاهنشاهی هخامنشی (۵۵۰–۳۳۰ قبل از میلاد)، هنوز هم سوابق نسبتاً کمی باقی مانده است. برخی از حدس‌ها و شواهد روایتی وجود دارد که نشان‌دهنده حضور گروه‌های کُر زنانه و همچنین ظهور سنت گوسان، شاعران-موسیقیدانان، است که در موسیقی اشکانی مرکزی خواهد بود.
شاهنشاهی اشکانی یک قدرت سیاسی و فرهنگی بزرگ در ایران باستان بود که از حدود ۲۴۷ قبل از میلاد تا ۲۲۴ میلادی وجود داشت. در اوج خود، قلمرو آن از سوریه مدرن تا هند و از دریای خزر تا خلیج فارس گسترش یافته بود. این شاهنشاهی معمولاً به خاطر رقابت با امپراتوری روم به یاد آورده می‌شود، اما در مقایسه با رقیب غربی خود، اطلاعات نسبتاً کمی در دسترس است. منابع متنی بومی اشکانی بسیار محدود است و تنها سوابق رسمی که هنوز وجود دارند، سکه‌های اشکانی هستند. چند متن شناخته شده اشکانی معمولاً از مناطق غربی‌تر آمده و به‌طور کلی به خط میخی با استفاده از زبان‌های آرامی یا یونانی نوشته شده‌اند و کمتر به زبان‌های لاتین، اشکانی یا عبری. اطلاعات زیادی دربارهٔ شاهنشاهی اشکانی از دیدگاه‌های خارجی، به ویژه یونانی‌ها و رومی‌ها به دست آمده است—هرچند که حساب‌هایی از تاریخ اشکانی قبل از ۱۴۱ قبل از میلاد وجود دارد، اما این اطلاعات بسیار محدود است. این حساب‌ها اغلب نادرست و به شدت مغرضانه هستند، که منجر به دیدگاهی طولانی‌مدت از اشکانی ها به عنوان غیرمتمدن و بربر شده است. چنین نگاهی مدت‌ها مانع از مطالعه جدی فرهنگ اشکانی شده است؛ تاریخ‌نگار لئوناردو گرگوراتی اشاره کرده است که "شاهنشاهی اشکانی ، دولتی که به مدت پنج قرن دوام آورد، به تازگی به آرامی از سایه تاریخ بیرون آمده تا هویت فرهنگی و تاریخی خود را دوباره به دست آورد. شواهدی برای موسیقی اشکانی  نسبتاً محدود است، اما از طریق هنرهای بصری، شواهد باستان‌شناسی و همچنین متون اشکانی و خارجی، روندهای متعددی از این دوره قابل مشاهده است.

## نظر اجمالی

### خاستگاه
اطلاعات درباره موسیقی اشکانی از چند متن اشکانی، بقایای باستان‌شناسی و نوشته‌های نویسندگان یونانی و رومی به دست آمده است. تصاویری که در هنرهای بصری آن زمان وجود دارد، اغلب سازهایی را که در متون بحث شده‌اند، به تصویر می‌کشند، اما همچنین سازهایی را نشان می‌دهند که به‌طور دیگری ناشناخته هستند. این تصاویر شامل تصاویری از سازها، موسیقیدانان و گروه‌های موسیقی بر روی پلاک‌های سرامیکی و نقش‌برجسته‌ها است. شاخ‌های نوشیدنی عاجی که به نام ریتون‌ها یا تکوک (تکوک: تکوک؛ همچنین به صورت رُوتاس نوشته می‌شود) شناخته می‌شوند، اطلاعات موسیقایی زیادی را که otherwise ناشناخته است، ارائه می‌دهند و با تصاویری که باستان‌شناس موسیقی بو لاورگرن آن‌ها را زیباترین تصاویری از موسیقی اشکانی توصیف کرده است، توصیف می‌شوند. این اشیاء معمولاً از سایت‌های حاترا یا نیسا به دست آمده‌اند. این شواهد موجود نشان می‌دهد که موسیقی نقش برجسته‌ای در شاهنشاهی اشکانی ایفا می‌کرد و بخشی از جنبه‌های مختلف زندگی اشکانی ها بود و در جشنواره‌ها، عروسی‌ها و جنگ‌ها و دیگر گردهمایی‌های اجتماعی مورد استفاده قرار می‌گرفت.
در دوره‌های پایانی شاهنشاهی ، نیمه اول قرن دوم شاهد افزایش حضور موسیقی مسیحی بود. به‌ویژه، لیتورژی شرق سوریه در بالای رودخانه دجله انجام می‌شد که از طریق ادسا، سوریه رومی (امروزه اورفا، ترکیه) به آنجا رسیده بود. این موضوع همزمان با بسیاری از دیگر سنت‌های موسیقی اشکانی اتفاق افتاد.

### سازها و مناسبت‌ها
به‌طورکلی، بیشتر سازهای اشکانی به نظر می‌رسد که براساس سازهای یونان، روم و مصر طراحی شده‌اند. تصاویری که به‌دست آمده نشان می‌دهد که سازهایی مانند آولوس، کیتارا و سیرنکس (فلوت پان) در تئاتر، قربانی‌ها، رقص‌های دیونیزی و دیگر مراسم‌ها استفاده می‌شدند. به گفته تاریخ‌نگار رومی هرودیان، اشکانی‌ها به موسیقی فلوت‌ها و تپش طبل‌ها می‌رقصیدند.
موسیقی در آموزش جوانان اشکانی استاندارد بود. جغرافی‌دان یونانی استرابو اشاره کرده است که معلمان حتی پسران را قبل از سپیده‌دم با صدای سازهای برنجی بیدار می‌کردند.

## عناصر خاص

### طبل‌ها
طبل رُوپترون یکی از سازهای شناخته‌شده‌تر اشکانی ها است. این طبل‌های بزرگ در جنگ‌ها استفاده می‌شدند و پلوتارک اشاره کرده است که اشکانی ها«به درستی قضاوت کرده بودند که از میان تمام حواس، شنوایی آن حسی است که بیشتر می‌تواند روح را گیج کند، سریع‌تر احساسات را برانگیزد و به‌طور مؤثرتری قضاوت را مختل کند.»
موسیقی‌شناس توماس جی. ماتیسن اشاره می‌کند که اگرچه این ساز معمولاً به انگلیسی به عنوان طبلک (tambourine) ترجمه می‌شود، اما بیشتر شبیه به طبل سنجاقی (snare drum) است. او توضیح می‌دهد که یک گروه از طبلک‌ها نمی‌تواند همان ترس را مانند طبل‌های بزرگ سنجاقی ایجاد کند.
رُوپترون به عنوان پیش‌درآمدی برای طبل‌های مدرن تیمپانی (Timpani) در نظر گرفته می‌شود.

### گوسان‌ها
بر اساس نمایه‌های متنی و هنری، سنت گوسان به نظر می‌رسد که در جامعه اشکانی برجسته بوده و احتمالاً از دوره هخامنشیان پیشین نشأت گرفته است. یک گوسان شاعر و موسیقیدان بود، هرچند که تنوع زیادی در این سنت وجود داشت. آن‌ها در زمان صلح در بازارها می‌خواندند و احتمالاً با نوازندگان همراه بودند. به‌طور کلی، اطلاعات چندانی از آموزش آن‌ها در دست نیست و نمونه‌های بسیار کمی از آهنگ‌هایشان باقی مانده است. بر اساس شواهد بعدی، آهنگ‌های آن‌ها «شایستگی پادشاهان و قهرمانان قدیم را اعلام می‌کردند.» این موضوع توسط استرابو تأیید شده است که در کتاب جغرافیای خود (XV.3.18) اشاره می‌کند که جوانان دربارهٔ «کارهای خدایان و نیکوترین مردان» می‌خواندند. در «زندگی کراسوس» از مجموعه حیات مردان نامی (زندگی‌های موازی)، پلوتارک اشاره کرده است که گوسان‌ها همچنین رومی‌ها را مسخره می‌کردند، زیرا «آهنگ‌های بسیاری دربارهٔ نازک‌نویی و بزدلی کراسوس می‌خواندند.»

## تأثیرات بعدی
موسیقی اشکانی، به همراه موسیقی هخامنشیان، مادها و آشوری‌ها، پایه‌گذار موسیقی ساسانی (۲۲۴–۶۵۱ میلادی) بود. سنت گوسان در شاهنشاهی ساسانی ادامه یافت، جایی که موسیقی ایرانی به دوران طلایی حمایت و شکوفایی رسید. احتمالاً آهنگ‌های اشکانی مدت‌ها پس از سقوط شاهنشاهی نیز خوانده می‌شدند، به‌ویژه در نواحی شمال‌شرقی ایران امروزی. این آهنگ‌ها ممکن است بر شاهنامه فردوسی تأثیر گذاشته یا در آن گنجانده شده باشند.
سنت گوسان اشکانی تأثیر قابل توجهی بر موسیقی ارمنستان داشت، جایی که هنر گوسان مشابهی توسعه یافت. گوسان‌های ارمنی درباره موضوعات مشابهی از قهرمانی می‌خواندند که اغلب با همراهی سازهای موسیقایی اجرا می‌شدند.